# Wittur
Il Gruppo Wittur, con l'entità operativa Wittur Holding GmbH, progetta, produce e commercializza componenti per ascensori in tutto il mondo. Fondato nel 1968 in Germania, il gruppo è oggi presente con diverse filiali in Europa, Asia e America Latina. La sede principale si trova a Sulzemoos - Wiedenzhausen, tra Monaco e Augusta in Germania.

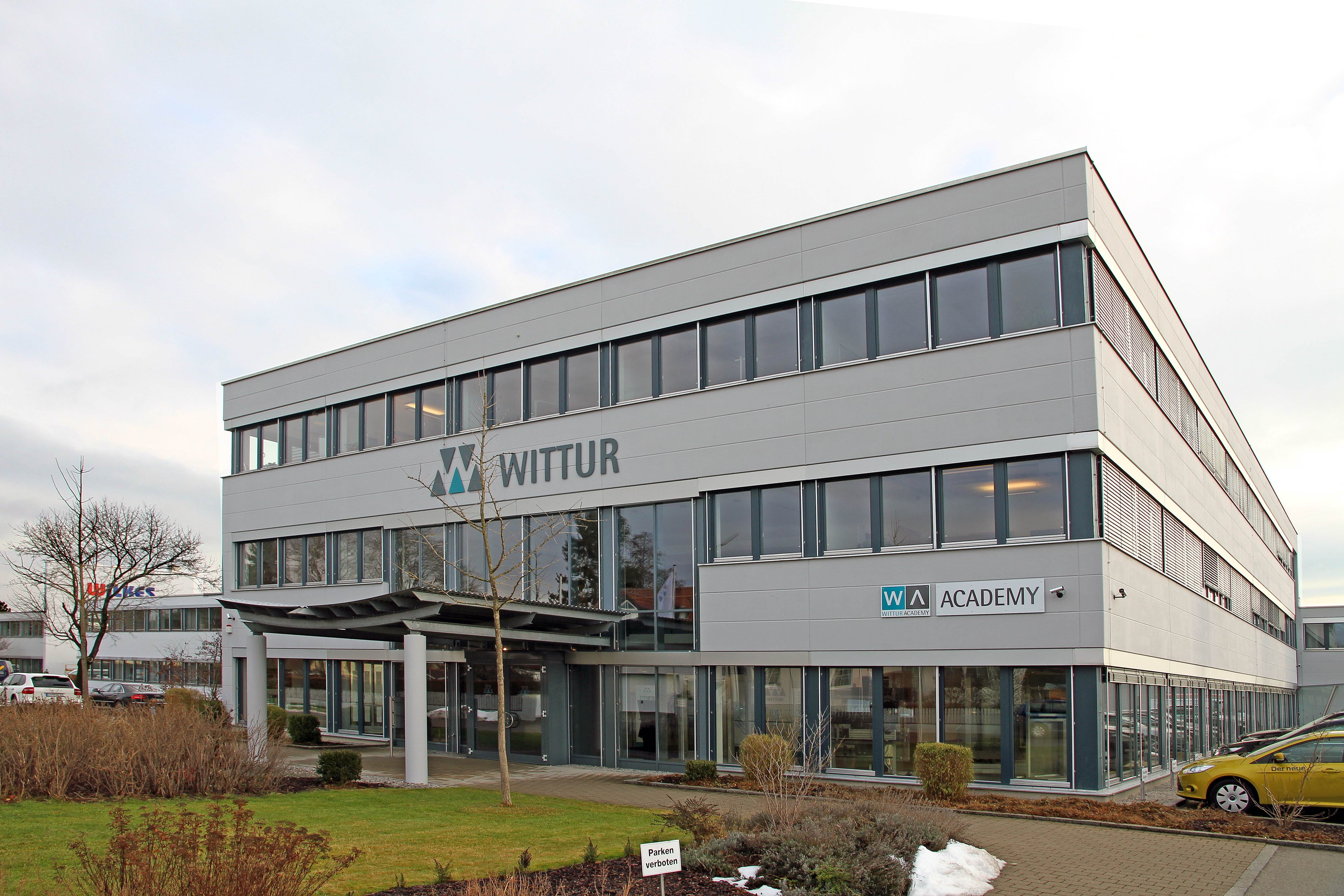
La sede principale del Gruppo Wittur a Sulzemoos - Wiedenzhausen nei pressi di Monaco di Baviera, Germania.

## Storia
Nel 1968, all'età di 26 anni, Horst Wittur inizia la sua attività imprenditoriale fondando la "Wittur Aufzugteile GmbH & Co." a Sulzemoos - Wiedenzhausen. Inizialmente, l'attenzione si concentra sulla produzione di porte per cabine e sul commercio di componenti per ascensori. Tuttavia, mediante acquisizioni e integrazioni aziendali, il commercio di componenti per ascensori prodotti esternamente è stato sostituito dalla vendita di componenti prodotti internamente. Anche l'espansione internazionale ha avuto un inizio precoce. Nel 1977, lo stabilimento produttivo Selcom SpA. (oggi Wittur SpA ) è fondato a Colorno, in Italia, seguito dallo stabilimento Selcom Aragon (oggi Wittur Elevator Components SAU) nel 1980 a Saragozza, in Spagna . Allo stesso tempo sono state introdotte società commerciali in paesi come Paesi Bassi, Francia, Australia e Hong Kong, e sono state acquisite partecipazioni in altre aziende.
L'attività nel continente asiatico inizia nel 1995 con la fondazione dello stabilimento produttivo Suzhou Selcom (oggi Wittur Elevator Components (Suzhou) a Suzhou in Cina . Nel corso degli anni lo stabilimento produttivo di Suzhou, in Cina, è stato costantemente ampliato e ormai vi vengono prodotte più di 1.000.000 di porte per ascensori su base annua (2021).
Nel 2000 Wittur inizia ad operare anche nel continente sudamericano mediante l'acquisizione di SOIMET (oggi Wittur SA) in Argentina e la fondazione di Wittur Ltda in Brasile. Nello stesso anno Wittur acquisisce la struttura Kone door & cab a Strother Field, Winfield, Kansas, Stati Uniti. L'unità produttiva di Winfield opera con il nome Selcom e successivamente con il nome Wittur. Nel 2004 lo stabilimento di Winfield dichiara bancarotta ed è successivamente rilevato da John Mann.
Diversi stabilimenti produttivi Wittur sono stati ampliati negli ultimi anni; in particolare nel 2009 a Krupina, in Slovacchia, e nel 2010 a Chennai, in India.
Il 12 agosto 2015 Wittur annunciato l'iniziativa di fondersi con Sematic, un altro gruppo di società attive nel settore dei componenti per ascensori con sede principale ad Osio Sotto (Bergamo, Italia).
Il 1 aprile 2016 Wittur ha annunciato la chiusura positiva dell'acquisizione del Gruppo Sematic.
Nel 2018, Wittur festeggia il 50º anniversario della sua fondazione, e annuncia la certificazione globale del suo sistema di gestione integrato, che comprende tutte le società del Gruppo Wittur.
Nel 2022 Wittur pubblica il suo primo rapporto sulla sostenibilità, che contiene dati ed indici relativi alla produzione, alle iniziative ESG e rende espliciti obiettivi chiave per il 2030.

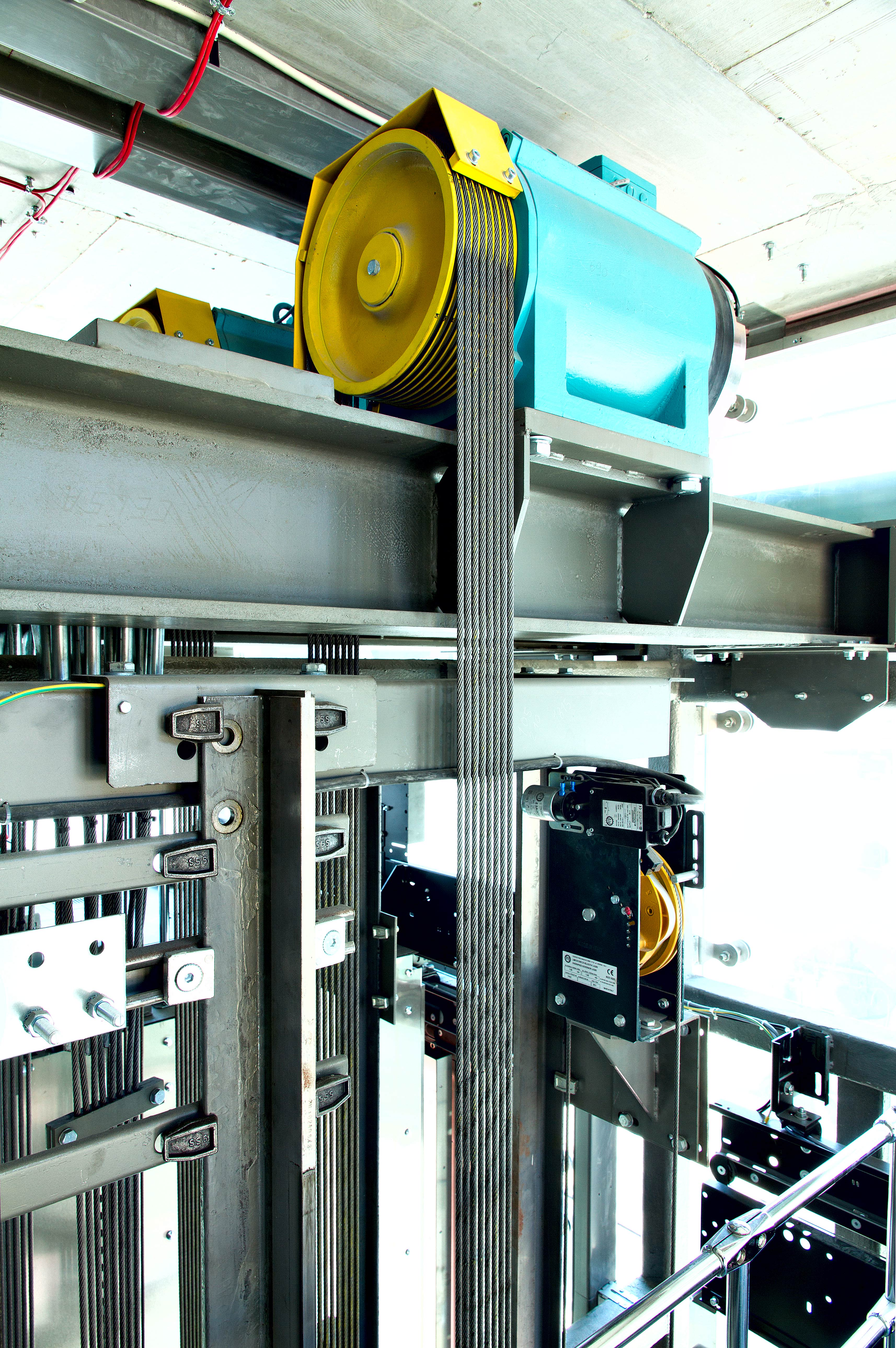
Motore gearless in un impianto Wittur senza locale macchina.

## Prodotti
Wittur inizia la sua attività con la produzione di porte a battente per ascensori, al tempo la tecnologia prevalente. Successivamente, Wittur ha introdotto diverse altre linee produttive, e attualmente progetta, realizza e commercializza una ampia gamma di componenti per ascensori come:
- Porte per ascensori (porte di cabina e porte di piano)
- Motori gearless
- Dispositivi di sicurezza (soprattutto limitatori di velocità e paracadute)
- Cabine e arcate di cabina
- Accessori di vano
- Pacchetti per ascensori completi

## Ricerca e sviluppo (R&S)
L'organizzazione R&S di Wittur prevede centri di competenza specifici per prodotto:
- Porte: Italia e Cina
- Motori gearless: Dresda, Germania
- Dispositivi di sicurezza e accessori vano: Scheibbs, Austria
- Cabine: Istanbul, Turchia
- Pacchetti per ascensori completi: Istanbul, Turchia

Inoltre, Wittur dispone di strutture di ricerca e sviluppo di diverse dimensioni in ogni singolo stabilimento, a partire da piccoli dispositivi di prova per porte in India fino a torri di prova in Austria e Spagna. In Italia, Wittur ha installato un sistema di test per porte completamente automatizzato.